# Histoire de Bologne
Cet article présente les faits marquants de l'histoire de la ville de Bologne.

## La naissance de Bologne entre mythe et légende

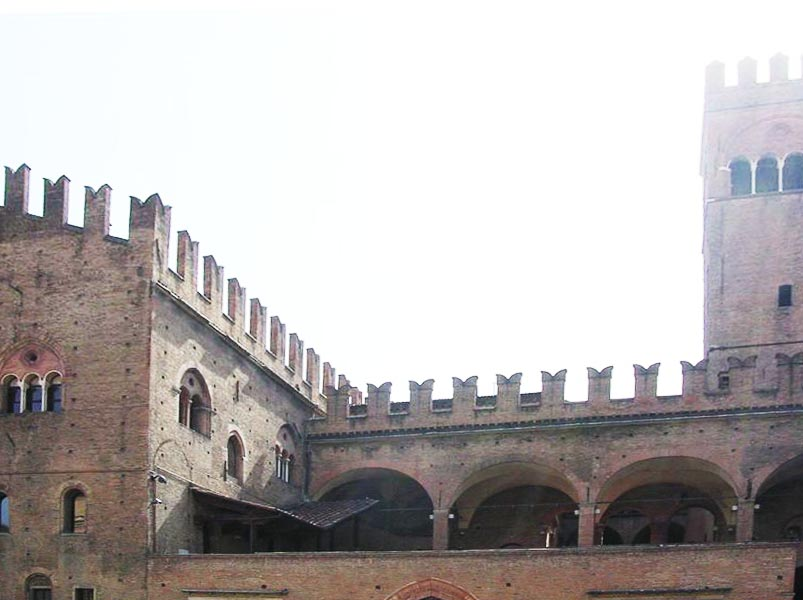
Palazzo Re Enzo

Une première version attribue la naissance de Bologne à l'Umbro Ocno, mis en fuite
de l'Ombrie par l'Étrusque Auleste celui-ci aurait bâti un village à l'endroit où se situe aujourd'hui Bologne et qui en aurait été de nouveau chassé par les Étrusques.
Une autre histoire parle de Felsino, descendant de Ocno, étrusque cette fois (appelé aussi Bianore), légendaire fondateur de Pianoro, Parme et Mantoue, qui donna le nom à la ville, changé par son fils Bono en Bonomia.
Mais la plus fascinante est celle qui parle du roi étrusque Fero : provenant de Ravenne et ayant accosté avec ses hommes entre les torrents Aposa et Ravone, celui-ci commença à construire des cabanes sur cette terre inconnue (mais verdoyante et géographiquement bien située).
Le village s'étendit autour du torrent Aposa, qui encore de nos jours s'écoule dans les souterrains de Bologne. Fero fit construire un pont afin de relier les deux rives au niveau de l'actuelle via Farini à proximité de Piazza Minghetti. Ce pont appelé pont de Fero, parfois appelé de façon erronée ponte di ferro (« pont en fer ») était situé en Via Farini au niveau de place Calderini. Un jour, Aposa, maîtresse de Fero, voulant rejoindre l'habitation de son amant par des rues discrètes, fut projetée dans le fleuve par la chute d'une pierre et ne fut jamais retrouvée. Depuis le torrent prit le nom de la dame : Aposa.
Le village continua de s'étendre et afin de le protéger, Fero le fit entourer de murailles. Bien qu'âgé, il participa lui-même à cette construction. Par une caniculaire journée estivale, pendant le travail, la fille de Fero lui tendit un récipient d'eau à condition qu'il donne son nom à la ville. Fero accepta et depuis la ville prit le nom de sa fille Felsina.

## Les premières implantations

### Villanoviens et Étrusques
La zone de Bologne a été habitée depuis le IXe siècle av. J.-C. Cet état de fait est corroboré par les fouilles effectuées à Villanova, frazione de Castenaso, à partir du milieu du XIXe siècle. Villanova fut, avec Verucchio autre terre de Rimini, l'un des premiers centres habités de l'Émilie-Romagne.
À cette période et jusqu'à la fin du IVe siècle av. J.-C., l'implantation correspond à la phase de la culture de Villanova et est éparpillée dans divers noyaux, qui pour des raisons pratiques, sont implantés entre les rivières Idice et Reno, dans un environnement protégé, loin des montagnes et en climat tempéré.
L'économie agricole et pastorale contribue à la première organisation civile de la première époque de l'âge du fer (1000 - 750 av. J.-C.).
Aux VIIe et VIe siècles av. J.-C. des indices témoignent de l'introduction de modèles artistiques de la proche Étrurie. La composition ethnique de la population change, passant des Ombriens aux Étrusques qui baptisent la ville Felsina (probablement dérivé du toponyme Velzna, qui fut aussi attribué à d'autres localités de la zone étrusque comme Orvieto et Bolsena). La transition se fait de manière pacifique et progressive et Bologne devient un centre urbain organisé ayant un rôle important parmi les implantations de la « plaine Padane ». Felsina occupe une surface plus étroite que celles des villages villanoviens, mais elle se dote d'une zone sacrée : Villa Cassarini, actuellement faculté pour ingénieurs. À la même période naît le village de Marzabotto dans l'autre vallée du fleuve Reno.

### Bononia colonie romaine
Par la suite aux Ve et IVe siècles av. J.-C., avec l'invasion par les Gaulois de la péninsule italique, les Étrusques sont mis progressivement en minorité. La domination gauloise sur la zone durent jusqu'en 196 av. J.-C., année durant laquelle les Gaulois sont chassés par les Romains.
L'intérêt de Rome pour la Plaine Padane date du IIIe siècle av. J.-C. La première colonie est celle de Rimini, Ariminum, 268 av. J.-C.. Avec la défaite des Carthaginois en 191 av. J.-C. et de leurs alliés les Gaulois, la Padane est romanisée. Les Gaulois ayant survécu abandonnent leurs territoires qui sont investis par les colonies latines de Bononia datant 189 av. J.-C., et quelques années plus tard de Modène et de Parme.
Le nom Bononia est accepté par les Romains. Ce nom dérive d'un mot celte qui signifie probablement « ville » ou « lieu fortifié ». La construction d'un réseau routier dense fait suite à l'implantation de ces colonies. Parmi les réalisations on note la Via Æmilia (187 av. J.-C.), voulue par le Consul Marcus Aemilius Lepidus et Bononia devient un centre du réseau routier romain. Elle est reliée à Arezzo et Aquilée par l'intermédiaire via Flaminia minor, qui partait de Claternae (it) (l'actuelle Ozzano Emila) et la via Emilia Altinate.
Le centre est fortement agrandi et en l'an 88 av. J.-C. Bonomia change de statut juridique : de colonie elle devient municipe et ses habitants obtiennent la citoyenneté romaine. Elle est constituée de rues rectilignes avec six cardi et huit decumani, qui font encore la structure hippodamienne de la ville aujourd'hui. La ville compte près de 10 000 habitants sous l'Empire romain, ainsi que de nombreux temples, thermes, théâtres et une arène.
Les guerres sociales et la crise politique qui secouent le milieu du Ier siècle av. J.-C. provoquent la fin de la république et, avec la mort de Jules César, divers faits belliqueux se déroulent à Bonomia. Sur une petite île du fleuve Reno naît en 43 av. J.-C., le second triumvirat composé de Marc Antoine, Lépide et Octave qui promet de grosses récompenses aux vétérans. Bonomia en accueille un grand nombre et on leur attribue des terrains abandonnés à la suite des guerres sociales.
À l'époque d'Auguste, Bonomia réalise plus de dix kilomètres de pavements routiers stables. Les égouts et les canaux sont construits. L'œuvre la plus remarquable est l'aqueduc qui convoyait les meilleures eaux depuis le torrent Setta situé près de Sasso Marconi jusqu'aux portes de la ville en empruntant une galerie de plus de 22 kilomètres, en passant par Casalecchio di Reno.
L'eau est ensuite distribuée en ville à l'aide d'un dense réseau de tubes de plomb posés en dessous des pavements routiers. Les travaux nécessitent l'emploi de plus de 6 000 hommes et 12 ans de travaux.
En même temps les édifices publics sont rénovés à l'aide de marbre et l'utilisation de la mosaïque se diffuse dans le privé. Les thermes, le théâtre, l'arène et les premières fabriques de tissus voient le jour. Bonomia étant construite en brique, plâtre et surtout en bois, elle fut gravement endommagée par un incendie en l'an 53 et rapidement reconstruite grâce à l'intérêt de l'empereur Néron. Depuis, durant trois siècles, aucun fait particulier ne vint troubler la vie de la ville.
Après la mort de Sévère Alexandre en 235, débute une décadence irréversible provoquée par des crises économiques et politiques. Dans ce contexte on assiste aux premières persécutions envers les Chrétiens comme celle de Dioclétien en 304. Malgré cela, en 313 au moment de l'édit de Constantin le premier évêque est élu, il s'appelle San Zama.

### La décadence de l'Empire romain d'Occident
À la fin du IIIe siècle les barbares divaguent dans toutes les villes de la via Emilia et les occupent. Les Bolonais décident de s'enfermer à l'intérieur d'une enceinte fortifiée. Celle-ci ne protège pas la partie urbaine plus pauvre située au nord de la ville. On suppose que l'enceinte est l'œuvre de l'évêque de Milan Saint Ambroise qui fait déposer 4 croix devant 4 des 6 portes de la ville : Porta Ravegnana, Porta San Procolo, Porta Stiera, Porta San Cassiano (par la suite Porte Saint-Pierre). Les croix sont transférées à la Basilique San Petronio seulement en 1780.
Après un long déclin, Bologne renaît au Ve siècle sous l'impulsion de l'évêque Pétrone : en 430, l’église de Bonomia qui dépendait de l’église de Milan, passa sous la juridiction de l’église de Ravenne. Dans la même année à la mort de Felice, Pétrone est nommé cinquième évêque de Bologne directement par le pape Célestin Ier. Il devient par la suite le saint patron de la ville.
Petrone, né à Constantinople de famille patricienne, réorganise l’église bolonaise et la société civile. Il obtient un édit étendant la juridiction de Bologne du fleuve Panaro jusqu’au Senio et lui garantissant le privilège de l’étude du droit romain.
Il met aussi en œuvre la construction de la Santa Gerusalemme, à proximité des tombes vénérées des saints Vitale et Agricola. Naît ainsi le groupe d’églises dit de primo martire c'est-à-dire le complexe de Santo Stefano. Pétrone meurt en 451.
Peu après, les Huns descendent du nord. En l’an 476 Odoacre chef des Skires allié aux Hérules se dirige vers Ravenne alors capitale de l’empire, afin de destituer le dernier empereur romain Romulus Augustule. C'est la fin de la longue agonie de Empire romain d'Occident.

## Du Moyen Âge à la Renaissance

### De la domination lombarde à l’annexion au royaume d’Italie
Après la chute de l’Empire romain d'Occident, Bologne doit subir une série de violences. D’abord par œuvre d’Odoacre et Théodoric et enfin par les armées impériales.
Une grande partie des anciennes constructions urbaines situées à l’extérieur des murs furent réduites à un champ de ruines.
Bologne comme toutes les villes de l’Émilie-Romagne en dehors de Ravenne subirent pendant plusieurs siècles cette situation anarchique. En 727 Liutprand roi des Lombards profitant de la crise du système byzantin, cassa le pacte de paix et se porta sur Ravenne en occupant Bologne. Il se retira par la suite en deçà du fleuve Santerno en conservant Bologne et en laissant Ravenne sous la tutelle de l’Empire Romain d'Orient.
Les lombards ne pénètrent pas dans la ville fortifiée, mais s’établirent dans les endroits où étaient déjà présents des souches germaniques à l’endroit où se situait la vieille église dédiée au culte de San Stefano. La limite entre les deux civilisations (romaine à l’intérieur et germano-lombarde à l’extérieur) était matérialisée par la Porta Ravegnana.
Bologne resta lombarde jusqu’en 774, année où Charlemagne la rendit au pape Adrien Ier en même temps que Exarchat de Ravenne.
Après la disparition des Carolingiens, ceci vers la fin du IXe siècle, Bologne fut rattachée au royaume d’Italie en l’an 898.
Un autre élément essentiel qui modifia la vie de la ville en réduisant son économie à un système de survie, fut le monachisme et le réveil de la ferveur religieuse. De cette période date le transfert du siège épiscopal à la Cathédrale de Saint Pierre et le développement des abbayes de Ronzano, San Vittore et Sainte Marie in Monte (aujourd’hui Villa Aldini).

### La commune et l'Université

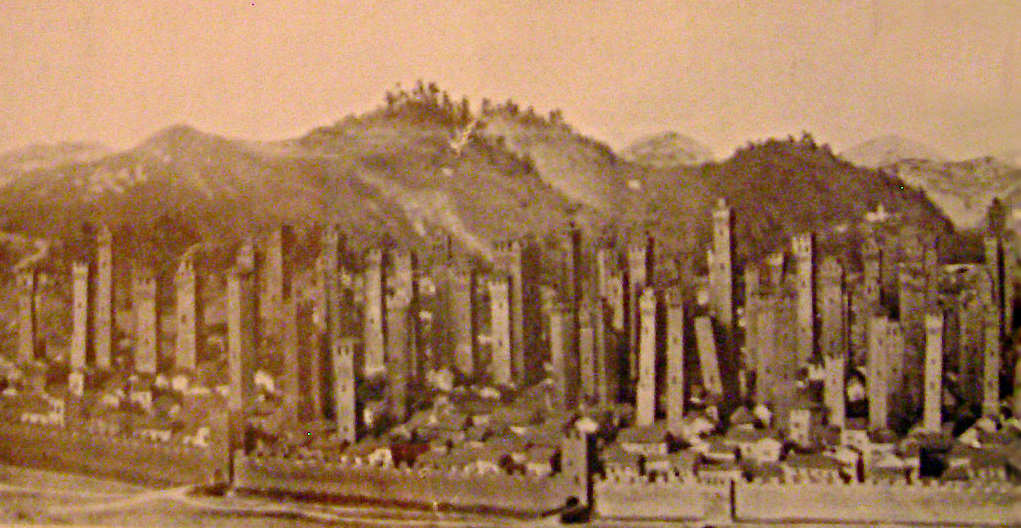
Bologne à l'époque médiévale XIe siècle.

Entre la fin du Xe et le début du XIe siècle, Bologne se repeuple et une forte ferveur civile se manifeste lors des investitures. Bologne se renforce et se transforme. De nombreuses constructions se réalisent en dehors des murs d’où réalisation de nouveaux quartiers, nouveaux murs et nouvelles portes. En l’an 1110, l’empereur Henri IV empereur du Saint-Empire romain germanique, à la demande d’une commission de 10 personnes accorda aux Bolonais de nombreux privilèges. À partir de ce groupe de représentants de citoyens, prit forme un système qui sera appelé par la suite « commune » (1123). Au début le conseil était composé par des éléments aristocratiques (en majorité juristes). Ces derniers avaient donné origine à un nouveau système d’agrégation : l’étude ou Université de Bologne, Alma mater studiorum datée de 1088. Cette université, à travers les siècles, fait la renommée de la ville en Europe, d’où le dicton Bologna la Dotta (« Bologne la cultivée »). Au Moyen Âge, des personnages illustres ont fréquenté cette université : Irnerius, Dante, Boccace et Pétrarque.
L’enseignement était donné par de grands maîtres (parmi lesquels émergea Pepone), indépendants de l'autorité locale. Irnerius, mort en 1125 est considéré comme le fondateur de l'Alma Mater Studiorum. L’arrivée d’étudiants étrangers confirma le réveil économique et le développement politique et culturel. À la mort de Mathilde de Canossa, en 1115, Bologne obtint des concessions juridictionnelles et économiques par Henri IV, empereur du Saint-Empire romain germanique.

### Les luttes contre l'autorité impériale

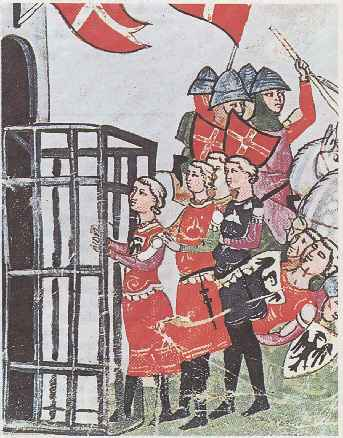
Roi Enzo est escorté par les troupes Bolonaises à l’intérieur des murs citadines

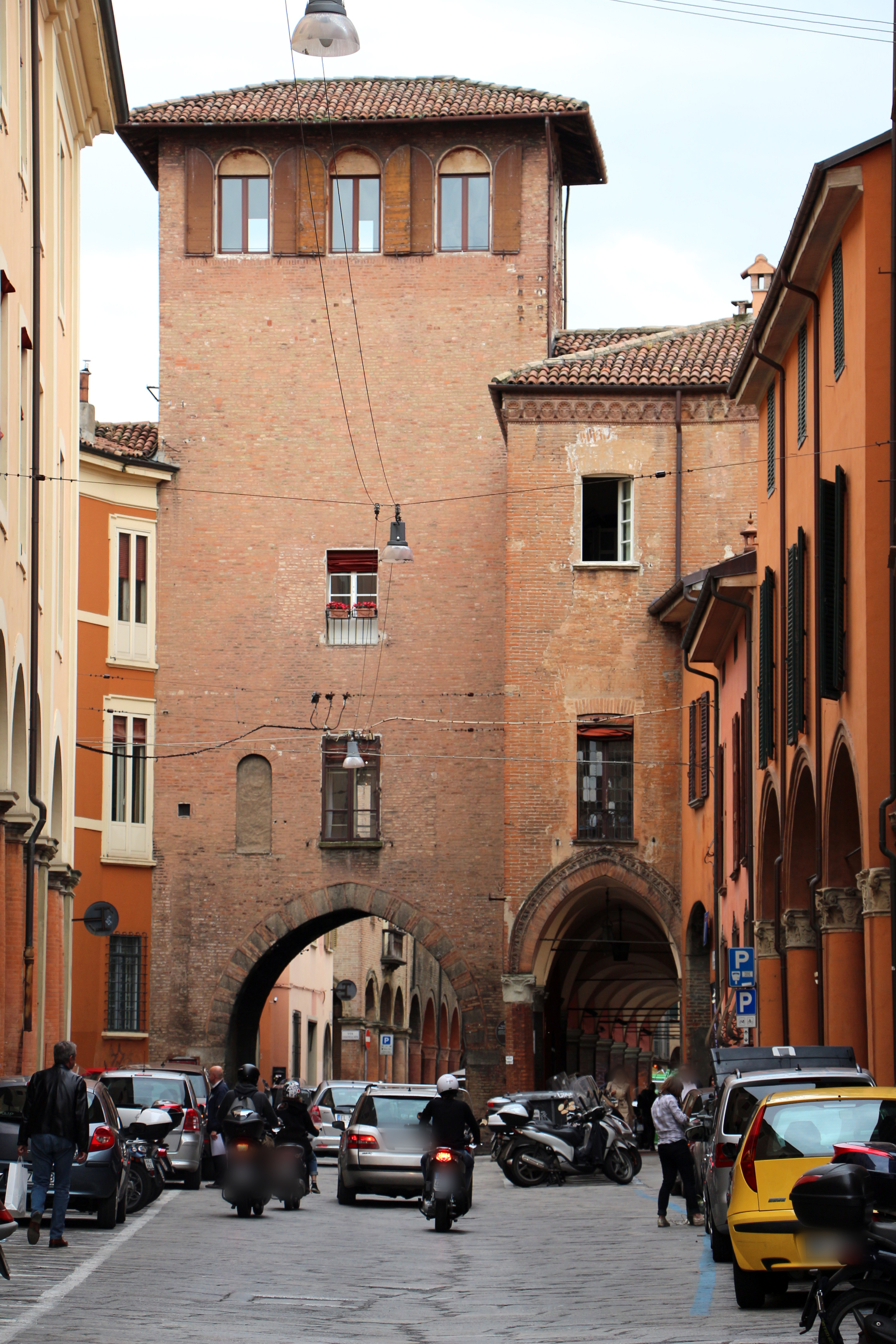
Torresotto de via Castiglione
Restes de l'ancienne muraille du XIIe siècle.

La commune participa à la lutte contre Frédéric Barberousse descendu au royaume d’Italie afin de restaurer l’autorité impériale. Après une période de rapports cordiaux, pendant laquelle le suzerain accorda des privilèges aux étudiants par l’édit de Roncaglia, l’intolérance des citoyens provoqua une série d’affrontements qui obligea la commune de Bologne à se soumettre : elle dut payer une forte amende et dut détruire murs et fossés afin d’éviter une punition plus sévère. Dès que Barberousse retourna en Germanie, les Bolonais se soulevèrent, tuèrent le consul impérial Bezo et adhérent à la Ligue Lombarde qui en 1176 bat l’empereur à la bataille de Legnano.
Avec le traité de Constance en 1183, Bologne obtient des pouvoirs régaliens dont le privilège de frapper monnaie.
La commune démarra un processus démocratique qui accentua la pression en provenance de milieux émergents au détriment de la vieille classe aristocratique d’origine féodale.
Ce processus conduisit à un des premiers actes officiels en faveur de l’abolition de l’esclavage : Liber Paradisus, (1256).
Bologne tira avantage de la lutte entre communes et son expansion vers Modène, la Romagne et Pistoia eut comme conséquence d’attiser les rivalités à travers les siècles.
Elle connut une forte expansion, en construction, c’était la période de maisons tours la (torre degli Asinelli fut démarrée en 1109).
Elle devient un des principaux centres d’échange commerciaux grâce aux canaux artificiels qui permettaient le transit de grandes quantités de marchandises. Il suffit de considérer qu’à la fin du XIIIe siècle avec plus de 60 000 habitants Bologne était la cinquième ville d’Europe en nombre d’habitants (derrière Cordoue, Paris, Venise et Florence), à égalité avec Milan. C’était le principal centre textile d'Italie.
Le complexe système d’approvisionnement hydrique par l’intermédiaire d’un réseau de canaux parmi les plus évolués d’Europe, était approvisionné en eau à partir des torrents Savena et Aposa et du fleuve Reno (comme le Canale Navile et le Canale di Savena). Cette énergie hydraulique servait à l’alimentation de nombreux moulins pour la florissante industrie textile et pour le transport de marchandise.
Des canaux de Bologne, aujourd’hui pratiquement tous enterrés, il ne reste plus que des reproductions.
Les classes les plus actives menèrent une politique anti-aristocratique. De ce fait la commune, renforcée, s’opposa de nouveau à l’empereur du Saint-Empire romain germanique Frédéric II. Elle adhéra à la seconde Ligue Lombarde et le 25 juin 1249 à Fossalta (bataille de Fossalta), ils battent les troupes impériales et capturent Enzo roi de Sardaigne fils de l'empereur. Il fut maintenu prisonnier jusqu’à sa mort en 1272.

### Guelfes et Gibelins

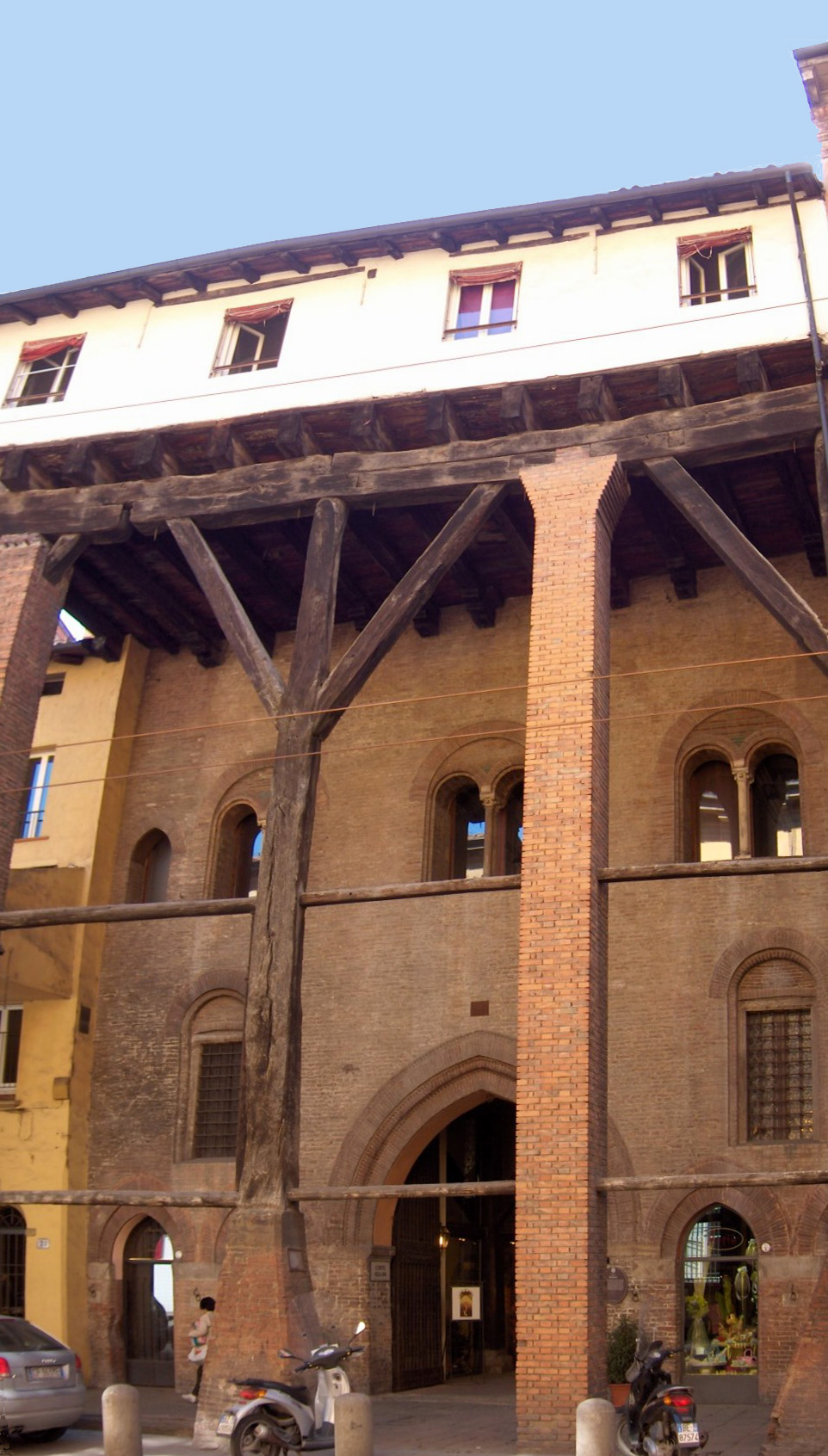
Casa isolani

Au XIIIe siècle il y eut une période de fort essor démographique qui fit de Bologne une des plus importantes villes d’Europe de son temps. En témoignent deux enceintes successives : La première dite des Torresotti est dotée de 17 portes, la seconde dite cresta fut réalisée pendant les premières décennies du XIIIe siècle (cette dernière est encore empruntée par les actuelles voies de circulation). Le centre de la ville fut rénové avec la construction de palais communaux autour de la Piazza Maggiore et avec la construction de la torre dell'Arengo où se trouvait la cloche qui servait à rassembler les assemblées populaires.
De grandes églises comme celles de San Francesco et la basilique San Domenico furent construites.
Bologne impose ses conditions à Modène et oblige d’autres villes de la Romagne à reconnaître sa suprématie.
La poussée démographique s’arrêta lors de la lutte entre guelfes et gibelins ou plutôt entre les factions des Lambertazzi (Gibelins) et Geremei (Guelfes). Ces derniers prirent le dessus au sein du gouvernement communal. Les luttes eurent des fortunes diverses : capture du roi Enzo fils de l’empereur en 1275, tentative infructueuse de la « guelfe » Bologne lors de l’attaque de la « gibeline » Forlì. Les troupes gibelines de Guido da Montefeltro, de Maghinardo Pagani et de Théodoric des Ordelaffi mirent en fuite les Bolonais près du fleuve Senio, au pont de San Procolo. La défaite fut si grave que le carroccio des Bolonais fut porté en triomphe à Forlì.
Le gouvernement guelfe prêta serment de fidélité au pape Nicolas III qui par ce fait devint suzerain de Bologne. Au XIVe siècle, des luttes continuelles entre les parties provoquèrent une baisse de la population ainsi qu’une série de révoltes contre l’état pontifical. Elles créèrent les conditions lors de la deuxième moitié du XIVe siècle pour la mise en place du gouvernement communal. En 1337, débute la seigneurie des Pepoli qui résistera jusqu’au 28 mars 1401.
La bourgeoisie réussit à installer au pouvoir les chefs des grandes familles aristocratiques et confia à Giovanni da Legnano la charge de représentant pontifical en ville. L’instauration du régime dénommé del popolo e delle arti (« du peuple et des arts ») eurent des effets positifs : construction des palais de la Mercanzia et des Notaires.
En 1390 débutèrent les travaux de construction de la basilique de San Petronio.

### Les Bentivoglio
En l'an 1401 s'affirme la signoria des Bentivoglio qui domina la vie politique de la ville durant tout le XVe siècle. Bologne était sous l’autorité papale, mais en même temps Gian Galeazzo Visconti de Milan a des projets pan-italien et convoitait la ville. Mais une ligue dirigée par Florence met un terme à son rêve.
Une situation d’équilibre s’étant instaurée entre les divers états italiens, la situation devint favorable pour l’établissement des Bentivoglio. En 1461 quand l’hérédité politique de la famille passa au très jeune Giovanni II Bentivoglio, ils réussirent à instaurer de fait, une seigneurie semi indépendante, même si de droit, le pape restait le vrai suzerain.
La seigneurie de Giovanni II dura 46 ans. Ces années qui étaient caractérisées par un équilibre général entre les états italiens favorisèrent les bonnes relations avec les Sforza de Milan, qui avaient succédé aux Visconti.
La ville, qui était encore attachée à une tradition  gothique, s’ouvrit à la Renaissance aussi bien sous l’aspect artistique que culturel et social. En cette période furent réalisées : place Calderini, les Voûtes des Pollaioli, les écarts San Salvatore et San Martino. Le Palais du Podestà, le Palazzo Pubblico (aujourd’hui siège de la Biblioteca Sala Borsa) et Porta Ravegnana furent restaurés et embellis. La construction de la résidence de Sante Bentivoglio fut entreprise à partir de 1460. Sa destruction en 1507 laissa près de l’actuelle via Zamboni, un tel cumul de gravats que l’endroit fut baptisé guasto dei Bentivoglio (le dégât des Bentivoglio ; Giardini del Guasto près du Théâtre Communal de Bologne).

### L'annexion aux États de l'Église et la Renaissance
Au début du XVIe siècle quand un accord stipulé entre le pape Jules II et Louis XII roi de France provoqua l’éloignement de la ville et l’exil de Giovanni II Bentivoglio. Une longue période de trêve politique s’instaura à Bologne pendant laquelle l’église pendant trois siècles resta maître de la ville en appliquant un système composé de monarchie et d'oligarchie aristocratique conduite par un sénat de 40 membres.
Les seuls évènements d’intérêt historique eurent lieu le 24 février 1530 dans la basilique San Petronio où Charles Quint fut couronné empereur par le pape Clément VII et en 1547 année du transfert à Bologne pour quelques mois du Concile de Trente.
En politique intérieure, on assista à de continuelles confrontations entre le Sénat et le pouvoir pontifical et en 1585 le pape Sixte V fit exécuter le sénateur Giovanni Pepoli afin de donner une leçon à la turbulente noblesse bolonaise. Il porta aussi à 50 le nombre de sénateurs. L’université maintint sa renommée pour tout le XVe siècle, liée à la présence de professeurs illustres de droit, médecine, philosophie, mathématiques et sciences naturelles; en 1563 fut construit l’Archiginnasio de Bologna siège unique de l’enseignement universitaire.
Toujours dans le domaine culturel, il faut noter la création de l’Académie Philharmonique (1666). En 1564, la piazza del Nettuno fut inaugurée et entre 1565 et 1568, Vignola réalisa la partie orientale de piazza Maggiore avec la façade de Palazzo dei Banchi.
Les cinquante familles sénatoriales bolonaises construisirent à leur tour des palais constituant l’image visible de leur rang et montrant la puissance de leur maison.
Parmi les réalisations publiques, il faut rappeler l’ouverture de l’actuelle place Galvani (1563), le nouveau port, sur le canal Navile (1581) et l’ouverture de via Urbana (1630).
La démographie croissante, passant de 50 000 à 72 000 unités en un siècle, atteste de la vitalité des industries traditionnelles de Bologne. Mais vers la fin du XVIe siècle l’industrie entra en crise à cause de la concurrence étrangère et en 1595 la population de Bologne passa en dessous de 60 000 habitants. La reprise économique successive fut brisée par des calamités naturelles et par les épidémies qui réduisirent la population à 46 000 âmes en 1630.
La ville se transforma lentement tandis que l’enseignement commença à décliner. Seul l’enseignement artistique dérogea à la règle: Bologne atteignit une position de pointe en peinture avec Carracci, Guido Reni, Guercino et leurs écoles.
Une école d’architectes et de peintres scénographiques fut fondée. Cette école atteignit grâce à Ferdinando Bibiena et son fils Antonio, une renommée européenne.

### Illuminisme et époque Napoléonienne
Après le milieu du XVIe siècle on assista à un regain d’intérêt pour les sciences physiques et pour le rationalisme mathématique et philosophique. L’enseignement était déconnecté des principaux courants scientifiques modernes et vers la fin du siècle le comte Luigi Ferdinando Marsigli, convaincu de l’impossibilité de réformer l’institution universitaire, finit par fonder contre la volonté du sénat mais avec l’appui du cardinal Clément XI, l'Institut des Sciences de Bologne.
Un personnage de grande culture, le bolonais Lambertini (qui deviendra Benoît XIV) relança l’instruction et les études d’histoire, favorisa l’institut des sciences par des dons de matériel scientifique provenant de sa propre bibliothèque et encouragea par tout moyen l’art et la science. À la chaire de mathématique supérieure, la réforme culturelle ajouta celles de mécanique, physique, algèbre, optique, chimie et hydrométrie.
Par la suite, la grande diffusion des idées illuministes finit par contaminer aussi la cour papale.
L’action de Pie VI eut un effet bénéfique pour Bologne. En 1780 le cardinal Boncompagni décréta une série de réformes économiques destinées à assainir les finances publiques. Malheureusement en 1785, Boncompagni quitta Bologne et les réformes furent abandonnés en 1796 quand la ville fut occupée par les troupes françaises. Le 19 juin Napoléon arriva à Bologne, destitua le gouvernement pontifical et restaura l’ancien gouvernement.
Le sénat assumait provisoirement la totalité des pouvoirs mais devait jurer fidélité à la République cisalpine. Avec ce geste politique Napoléon gagna l’estime de l’aristocratie bolonaise et Bologne s’orienta (contrairement à Rome) vers le renouveau social et culturel de l’Europe laïque et bourgeoise.

## Les années 1800

### La première moitié duXIXesiècle

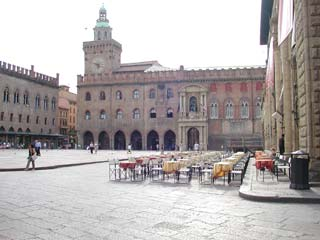
La Piazza Maggiore.

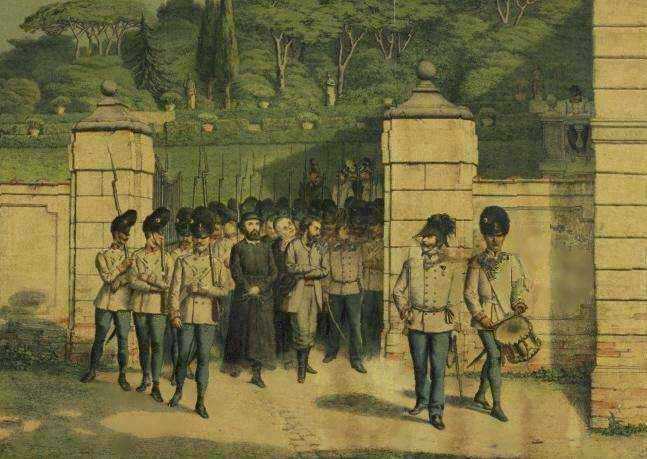
Ugo Bassi et Giovanni Livraghi conduits à l'exécution.

La politique napoléonienne apporta une dynamique réformatrice concernant la société.
L’« arbre de la liberté » fut symboliquement érigé sur la Piazza Maggiore tandis que des juristes bolonais renommés commencèrent la rédaction d’une nouvelle constitution qui fut définitivement approuvée le 4 novembre 1796. C’était la première constitution démocratique de la future Italie.
Les années suivantes, à la suite de la disposition qui prévoyait la suppression des ordres religieux et la confiscation de leurs biens, les soixante couvents présents furent transformés en bureaux, écoles, casernes ou vendus à des privés.
Parmi les transformations importantes il faut noter celui du couvent des moines chartreux destiné à devenir le cimetière monumental de la Chartreuse de Bologne ; L’acquisition par Antonio Aldini du couvent des frères de l’Osservanza (situé sur la colline du même nom) qu’il fit raser afin de construire une villa et ne conserva que la rotonda de la Madonna del Monte, englobée dans la salle à manger.
Un lycée musical fut créé ainsi que l'Académie des beaux-arts, le théâtre del Corso et le théâtre Contavalli (le premier disparu à la suite des conflits armés, le second par manque d’entretien) et l’Arena del Sole. Le portique qui mène au Sanctuaire Madonna di San Luca fut achevé.
La Restauration influença négativement l’activité intellectuelle. Celle-ci alimenta uniquement les actions de conspiration des sectes, en particulier celle des Carbonari Guelfes. Ils soutenaient déjà l’idée d’une Italie unie. Mais ce n’est qu’en 1831 que le mouvement subversif se propagea dans toutes les provinces unies italiennes dont Bologne était la capitale. C'est surtout l'action du 8 août 1848 contre les Autrichiens qui finit par récolter l’adhésion unanime de la population.
Cette dernière bataille fut provoquée par un banal incident : un officier de l’armée autrichienne ayant été malmené dans un restaurant, Welden saisit ce prétexte pour ordonner à ses troupes de pénétrer dans la ville.
De nombreux citoyens participèrent à la rébellion dont les porteurs de via del Borgo de San Pietro tous armés sommairement. Le conflit se déroula au parc de la Montagnola et sur la place adjacente, qui sera baptisée par la suite « place du 8 août ». Ce fait valut à Bologne la médaille des Villes Méritantes de la Renaissance nationale. Dans la vie politique, les tendances modérées l’emportèrent et quand la proclamation de la République romaine déclara déchu le pouvoir temporel de l’Église, les citoyens par leur avis très partagés démontrèrent de ne pas avoir un comportement agressif envers elle. En 1903, un monument aux morts du 8 août 1848 sera érigé sur la place du même nom.
Bologne fut rendue définitivement au Saint-Siège pendant l’été 1849 et le premier légat pontifical fut le cardinal Gaetano Bedini qui restera à ce poste jusqu’en 1852. Ce fut pendant cette période que se déroula le fait tragique concernant le prêtre barnabite Ugo Bassi. Capturé à Comacchio, avec son ami Giovanni Livraghi, et transféré à Bologne le soir du 7 août il fut fusillé avec empressement le 8 août 1849 par les Autrichiens. De nombreux patriotes reprochèrent à Bedini et à Pie IX de n’avoir rien fait pour le sauver. Mais vu la rapidité de l’action de la part des Autrichiens il est certain que le cardinal Bedini n’a eu connaissance du fait qu’après coup.
Bedini désapprouva de plus en plus ouvertement les opérations des forces d’occupations ce qui lui valut sa destitution en 1852.

### L'unité d'Italie et l'agrandissement de la ville
Après l’action révolutionnaire ayant abouti à l’unification de l’Italie 1859, les éléments modérés inscrivirent Bologne dans la monarchie constitutionnelle du royaume de Sardaigne.
Le référendum de 1860 donna naissance à un nouveau processus politique et économique. En 1861 la liaison Bologne-Ancône fut achevée et en 1864 ce fut au tour de la Bologne-Pistoia. La ville devint un important nœud ferroviaire et un centre essentiel d’importation et d'exportation des marchandises.
En urbanisme, on note la réalisation de la via Indipendenza achevée en 1890, le démarrage des travaux pour la réalisation de via Farini et via Garibaldi, la finalisation des giardini Margherita, la construction du siège du Teatro Duse, de la Banque d’Italie et l’achèvement de celui de la Cassa di Risparmio.
En 1881 la commune établit le plan régulateur qui conditionna le développement de Bologne jusqu'après la Seconde Guerre mondiale. Ce plan fut élaboré selon les idées empruntées au français Georges Eugène Haussmann, c'est-à-dire en élaborant des parcours en ligne droite. Ces travaux furent aussi appliqués dans l'ancien tissu urbain pour relier de manière directe les lieux importants. Le développement modifia considérablement le visage de la ville. Les anciennes enceintes furent abattues. Le prolongement des travaux et l’intervention de Alfonso Rubbiani et Giosuè Carducci permit de sauver presque toutes les portes à l’exception de celles de Porta Sant'Isaia et Porta San Mamolo ainsi que le centre historique.
La restauration de nombreux monuments du centre historique commença, en suivant les préceptes de l'époque à tendances nettement éclectique, qui se remarquent surtout dans le travail de l'architecte Alfonso Rubbiani. Récupération et conservation furent les lignes directrices de la politique urbanistique de la Commune à partir de 1860.
Les palais et églises furent restaurés : Palazzo del Comune, Palazzo Re Enzo, Palazzo dei Notai, Palais du Podestat, église de Santa Maria dei Servi et Basilica di San Francesco.
La restauration programmée dans le but de récupérer les caractéristiques originales médiévales fut faite à partir de documents et même, parfois selon la libre inspiration.

### Les soubresauts populaires de la fin duXIXesiècle
Dès les premières années de l’unité d’Italie, la classe dirigeante dut faire face au désir d’émancipation des classes populaires et au mécontentement ouvrier (encouragés par les mazziniens), mouvements exclus jusque-là de la représentation politique. À la suite des premiers débrayages et des grèves contre la vie chère qui éclatèrent au printemps de l’an 1870 et dont l’épicentre se situait en Romagne,un plan de révolution sociale fut rédigé:La conspiration paysanne et ouvrière prévoyait l’occupation de Bologne par 3 000 révolutionnaires romagnols qui devaient s’unir aux bolonais en deux endroits extérieurs à la ville. La police prévenue par un espion, le 2 août arrêta l’organisateur de la mutinerie : Andrea Costa, lui-même élève de l’agitateur russe Bakounin.
L’insurrection continua et dans la nuit du 7 au 8 août, les anarchistes bolonais se réunirent aux Prati di Caprara dans l’attente des camarades romagnols. L’attente fut vaine, parce que ces derniers furent découverts et dispersés le long de la route entre Imola et Bologne par les carabiniers.
Les anarchistes furent jugés le 5 mars 1876. Le procès se termina le 16 juin par l’acquittement général des accusés, ceci grâce aux témoignages de Giosuè Carducci et Aurelio Saffi.

### La période Giolitti et la période fasciste
Vers la fin du XIXe siècle, les catholiques commencèrent à collaborer avec les libéraux afin de gouverner. Cette collaboration continua pendant toute l’époque | giolittienne. Le 28 juin 1914, les socialistes remportèrent les élections administratives et le 15 juillet la première administration socialiste entra au palais communal. Le maire s’appelait Francesco Zanardi.
L’administration Zanardi se distingua par la défense des couches populaires pendant les années de la Première Guerre mondiale et par la mise en œuvre d’une politique fixant le prix des denrées alimentaires (et surtout du pain) qui lui valut le surnom de « maire du pain ».
À cause du conflit, on comptait à Bologne en 1919 40 000 chômeurs. Le 29 septembre 1920, les milices armées fascistes de Leandro Arpinati profitèrent de l’occasion pour faire leur apparition. Au terme de la manifestation commémorant l’anniversaire de l'unité d'Italie, ils agressèrent un groupe de socialistes et en blessèrent mortellement un[réf. nécessaire]. Un climat de tension extrême s’instaura. Celui-ci culmina avec les faits tragiques survenus au Palazzo d'Accursio le 21 novembre 1920. Pendant que les citoyens fêtaient l'élection du nouveau maire communiste Enio Gnudi, les fascistes pénétrèrent sur la place. Des coups de feu furent échangés et la foule se trouva prise en étau entre les fascistes et les carabiniers qui tiraient contre le Palazzo Accursio et les socialistes qui répondaient aux tirs. Une bombe explosa dans la cour du palais et on dénombra au total 10 morts et 58 blessés. L’évènement tragique eut une répercussion nationale. Le 3 avril 1923 quelques militants communistes furent condamnés par le gouvernement fasciste mais réussirent à s’échapper en Russie.
La répression du régime s’intensifia après la visite officielle de Benito Mussolini pendant laquelle il fut victime d’un attentat. Le 31 octobre 1926 le duce prononçait le discours d’ouverture du congrès scientifique à l'Archiginnasio de Bologne. Lors du retour, tandis que son véhicule tournait via de l’Indipendenza à hauteur de Canton de' Fiori, quelques coups de pistolet furent tirés. Ceux-ci effleurèrent Mussolini. Un groupe de fascistes se jeta sur Anteo Zamboni, un jeune homme de seize ans et le massacrèrent à coups de poignard. À la suite de cet attentat, la liberté de presse fut supprimée et les partis antifascistes dissous.
Pendant les vingt ans de fascisme, des changements importants se produisirent dans le tissu social et urbanistique.
Le Littoriale (aujourd’hui Stade Renato Dall'Ara de Bologne), l'agrandissement de la polyclinique Sant'Orsola, les Instituts Universitaires de via Belmeloro et Irnerio, la Faculté pour Ingénieurs, le Lycée Scientifique A. Righi, l’achèvement de l’actuelle via Marconi, le village de la Révolution fasciste, via Bandiera. De nouvelles voies de communications furent ouvertes et la ville compta jusqu'à 300 000 habitants.

### La Seconde Guerre mondiale et l’après guerre

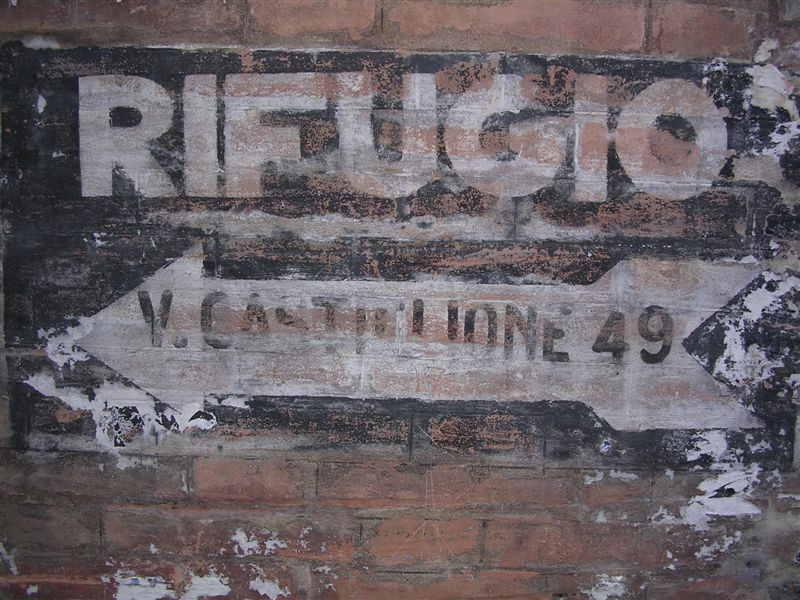
Encore de nos jours des repères pour les abris anti-aériens sont visibles sur les murs.

Pendant la Seconde Guerre mondiale, Bologne fut touchée par les effets du conflit : Le 16 juillet 1943 débutèrent d’incessants bombardements aériens. Pendant l’automne de l’année 1944 et jusqu’au printemps de 1945 les canonnades causèrent des dégâts considérables et provoquèrent la mort de 3 000 personnes, ceci malgré la résistance des abris antiaériens.
À l’aube du 21 avril 1945, les troupes alliées libérèrent Bologne.
L’industrie sortait sinistrée de ce conflit, il en était de même pour les réseaux routier, hydraulique, électrique, gazier.
Mais le plus marquant était la destruction de plus de 44 % du patrimoine historique. Ainsi furent détruits ou endommagés la Basilique San Francesco, l’Archiginnasio de Bologne, la Loggia dei Mercanti, le monument sépulcral Rolandino de' Passeggeri, le Teatro del Corso, l’église de San Giovanni in Monte, l’Oratoire San Filippo Neri et la maison de Guglielmo Marconi.
Les Bolonais rejetèrent fermement la république fasciste ainsi que l’invasion allemande. La résistance des partisans contribua à la défaite des fascistes et des Allemands.
Il faut rappeler la bataille de Porta Lame combattue par les forces partisanes le 7 novembre 1944. Le 21 avril 1945 Giuseppe Dozza fut nommé maire par le Comité de Libération National et il fut reconduit à ce poste pendant vingt ans par les citoyens bolonais.
La nouvelle administration s’engagea dans un ambitieux programme de reconstruction du patrimoine historique ainsi que dans le développement de l’habitat populaire.
En 1955,le nouveau plan directeur fut approuvé et on assista au boom économique.
Dans les années soixante le premier boulevard périphérique d’Italie fut construite à Bologne.
En 1968 le plan Tange fut mis en œuvre. Le quartier de la foire et la cité des affaires virent le jour. L’aéroport de Bologne-Borgo Panigale fut agrandi ; en 2004 il devint port d’escale international.

### Les années de plomb et l'attentat de Bologne

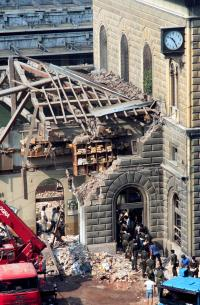
La Gare de Bologne après l'explosion

Après la Seconde Guerre mondiale, Bologne s'est toujours situé politiquement à gauche et on l’appelle « Bologne la rouge ».
Les années soixante dix furent pour l’Italie les années de plomb des terroristes, des attentats, tandis qu'une partie de la société était écrasée par une inflation de 20 %.
À Bologne, la situation surchauffe, les étudiants manifestent contre le gouvernement et la police. Le 11 mars 1977 Francesco Lorusso est tué par les carabiniers. Sa mort provoque des manifestations dont certaines dégénèrent en émeutes et violences. Le ministre de l’intérieur Francesco Cossiga, fait envoyer des blindés dans la zone universitaire. L’impact psychologique est important, les blindés qui parcoururent via Zamboni sont décrits comme des « chars d’assaut ».
Les années de terreur atteignent leur apogée à Bologne le 2 août 1980 avec l'attentat dit de Bologne sous l'administration du maire Renato Zangheri. Une bombe de forte puissance explose dans la salle d’attente de seconde classe de la gare. L’explosion qui atteint aussi plusieurs wagons provoque un carnage : 87 morts et 177 blessés. Ce fait constitue le plus important attentat perpétré en Italie. Il se produit dans une période particulièrement difficile dans l’histoire italienne des cinquante dernières années. Ce sont les années de plomb. Le pays est touché par une grave crise économique et par d’importants conflits sociaux. Durant ces années un terrorisme politique naît et se développe. L’action politique violente de groupes extrémistes de droite et de gauche ont pour objectif le déclenchement d’une crise des structures démocratiques du pays.
Pour le carnage de Bologne et après de longs et nombreux procès, deux membres de l’extrême droite, Francesca Mambro et Valerio Fioravanti, sont condamnés à la prison à perpétuité.
Les deux terroristes, encore emprisonnés aujourd’hui, ont admis leur participation à des crimes de sang, mais ils ont toujours proclamé leur innocence pour ceux de Bologne.
L'ancien chef de la loge maçonnique P2, Licio Gelli, l'ex agent du SISMI Francesco Pazienza ainsi que les officiers du service secret militaire Pietro Musumeci et Giuseppe Belmonte ont été processés et condamnés pour avoir faussé l'enquête.
D’autres pistes s'orientent aussi vers le terrorisme international.

### Histoire récente
Le 6 décembre 1990 un avion militaire en perdition, abandonné par son pilote, s'écrase sur l’institut Salvemini de Casalecchio et provoque la mort de 12 jeunes gens et à la suite de son explosion 72 autres jeunes gens et enseignants sont gravement blessés. Le procès se terminera, en 1998, sans condamnation.
Le 4 janvier 1991, dans le quartier San Donato, dans la zone nommée Pilastro, la bande de l’Uno blanche tue 3 carabiniers. L’attaque est revendiquée par la Falange Armata. Par la suite, trois autres attaques à main armée de la même bande provoque la mort d’autres personnes. Ce n'est qu'au mois de novembre 1994, que les membres de l’organisation, tous membres des forces de l’ordre (sauf une), sont capturés.
En 1999, après 50 ans de gestion rouge, Bologne se réveille avec une majorité de centre droit, avec comme maire Giorgio Guazzaloca. Il restera maire de Bologne pour 5 ans. En 2004, le centre gauche, à la tête duquel se trouve Sergio Cofferati, reprend la mairie.
Pendant le mandat de Guazzaloca, le 19 mars 2002 le professeur Marco Biagi, consultant de divers ministres du travail des années antérieures, est tué à Bologne. L’arme utilisée est la même que celle utilisée quelques années auparavant à Rome, lors du meurtre D’Antona. Les Brigades rouges revendiqueront ce meurtre.